# Пегаз (сазвежђе)
Сазвежђе Пегаз је једно од 88 савремених сазвежђа и једно од 48 сазвежђа које наводи Клаудије Птоломеј у свом Алмагесту. Представља крилатог коња из грчке митологије, и заједно са оближњим сазвежђима Персеј, Андромеда, Цефеј и Касиопеја део је представе мита о Персеју.

## Звезде
Најсјајније звезде Пегаза су назване најчешће у складу са положајем који имају на представи коња. Сва имена су арапског порекла. Најсјајнија звезда је Ениф, ε Пегаза, а нема звезде са ознаком δ, јер је накадашња δ Пегаза — Алферац — по савременој класификацији α Андромеде.
| Ознака | Име       | Магнитуда | Спектрална класа | Значење              |
| ------ | --------- | --------- | ---------------- | -------------------- |
| α      | Маркаб    | 2,49      | 9                | седло                |
| β      | Шиат      | 2,4 — 2,8 | 2                | нога                 |
| γ      | Алгениб   | 2,84      | 2                | пупак                |
| ε      | Ениф      | 2,4       | 2                | нос                  |
| ζ      | Хомам     | 3,4       | 8                | човек високог духа   |
| η      | Матар     | 3,02      | 2                | кишна срећна звезда  |
| θ      | Бахам     | 3,5       | 2                | домаће животиње      |
| μ      | Садалбари | 3,6       | 2                | срећна звезда ужитка |

За осам звезда које припадају овом сазвежђу се зна да имају планете, а 51 Пегаза је прва звезда налик Сунцу око које је детектована екстрасоларна планета. IK Pegasi је најближа звезда кандидат за супернову. Око звезде HD 209458 орбитира планета HD 209458 b — прва екстрасоларна планета у чијој је атмосфери детектована водена пара.

## Остали објекти
Од Месјеових објаката у Пегазу се налази збијено звездано јато М15. NGC 7331 је спирална галаксија NGC 7331удаљена 14,249 мегапарсека од Сунчевог система.
У сазвежђу Пегаз се налази и Стефанов квинтет — група од пет галаксија, од чега су четири гравитационо повезане док се пета само привидно налази у истој области.

## Приказ
На ноћном небу се лако уочава астеризам који чине α, β и γ Пегаза и α Андромеде (тзв. „велики Пегазов квадрат“). Стране квадрата су дужине око 10°. Дијагонално од Алфераца почиње врат Пегаза, који се завршава Енифом као њушком.